# Stadion Miejski w Drobeta-Turnu Severin
Stadion Miejski – wielofunkcyjny stadion w Drobeta-Turnu Severin, w Rumunii. Został otwarty w 1977 roku. Może pomieścić 20 054 widzów.

## Historia
Stadion został otwarty w 1977 roku. W latach 2008–2009 obiekt został zmodernizowany, m.in. zainstalowano plastikowe krzesełka i telebim oraz wyremontowano szatnie. 26 maja 2010 roku na arenie odbyło się pierwsze spotkanie młodzieżowych narodowych reprezentacji piłkarskich (Rumunia U21 – Serbia U21 3:1). 28 kwietnia 2011 roku na stadionie po raz pierwszy uruchomiono sztuczne oświetlenie.
Pierwotnie gospodarzem obiektu był klub FC Drobeta-Turnu Severin. W 2011 roku zespół ten jednak został rozwiązany. W tym samym roku podjęto decyzję o przeniesieniu na stadion drużyny Gaz Metan CFR Craiova (zespół zmienił też nazwę na Gaz Metan Drobeta-Turnu Severin). W 2012 roku zespół ten, jako pierwsza drużyna w historii miasta, awansował do najwyższej klasy rozgrywkowej. Drużyna ponownie zmieniła też nazwę, tym razem na CS Turnu Severin. W pierwszym sezonie drużynie nie udało się jednak utrzymać w I lidze, w dodatku po sezonie klub został rozwiązany i Drobeta-Turnu Severin nie ma odtąd lokalnej drużyny piłkarskiej występującej w profesjonalnych rozgrywkach.
Obiekt okazjonalnie służy również zespołom piłkarskim z pobliskich miast. Po modernizacji korzystały z niego m.in. Pandurii Târgu Jiu, ACS Viitorul Pandurii Târgu Jiu, Universitatea Krajowa czy FC U Craiova 1948. Na stadionie rozegrano spotkania fazy kwalifikacyjnej Ligi Europy UEFA z udziałem Pandurii Târgu Jiu (28 lipca 2016 roku przeciwko Maccabi Tel Awiw, 1:3) i Universitatea Krajowa (27 lipca 2017 roku przeciwko A.C. Milan, 0:1).